# Qendër (Argirocastro)
Qendër è una frazione del comune di Libohovë in Albania (prefettura di Argirocastro).
Fino alla riforma amministrativa del 2015 era comune autonomo, dopo la riforma è stato accorpato, insieme agli ex-comuni di Libohovë e Zagori  a costituire la municipalità di Libohovë.